# 双德街道
双德街道，原为双德乡，是中华人民共和国吉林省长春市朝阳区下辖的一个乡镇级行政单位。2020年7月，撤乡设街道，现区划代码为220104011。

## 行政区划
双德街道下辖以下地区：
南湖村、光辉村、前进村和三佳村。
2020年7月新设立的双德街道，辖区范围东至电台街、前进西街、卫明街，南至蔚山路，西至飞跃路，北至飞跃路、污水厂北街、飞跃中路、光辉街、花苑东街、开运南二街、繁荣路、卫星路，辖区面积12平方公里，辖南湖、前进、光辉3个村和湖光、富康、保利、融创、阳光、吉大、科苑7个社区，总人口6.5万。